# ديان ستويانوفيتش
ديان ستويانوفيتش (بالصربية: Дејан Стојановић)‏ هو صحفي وفيلسوف وكاتب وشاعر صربي، ولد في 11 مارس 1959 في بيخا في كوسوفو.